# Markus Pittner
Markus Pittner (ur. 2 lutego 1967 w Feldkirch) – austriacki zapaśnik walczący w stylu klasycznym. Olimpijczyk z Seulu 1988, gdzie odpadł w eliminacjach w kategorii 68 kg.
Wojskowy wicemistrz świata w 1988. Mistrz świata juniorów z 1984 i brązowy medalista mistrzostw Europy juniorów w 1985 roku.
- Turniej w Seulu 1988

Przegrał obie walki, kolejno z Rumunem Petricămem Cărare i Andy Serasem z USA.